# 史実
| ウィキペディアには「史実」という見出しの百科事典記事はありません（タイトルに「史実」を含むページの一覧/「史実」で始まるページの一覧）。 代わりにウィクショナリーのページ「史実」が役に立つかもしれません。 |